# Vitalità urbana
La vitalità urbana è la qualità di quegli spazi nelle città in grado di attrarre persone diverse per svolgere diverse attività in orari variabili. Le aree della città con alta vitalità sono percepite come vivaci o vibranti e tendono ad attirare persone per svolgere le loro attività, passeggiare o rimanere. Tuttavia, le aree con bassa vitalità respingono le persone e possono essere percepiti come insicure.
L'indice di vitalità urbana è una misura di questa qualità ed è diventato uno strumento fondamentale per la pianificazione delle politiche urbane, specialmente per intervenire negli spazi con bassa vitalità. Inoltre, viene utilizzato per la gestione adeguata degli spazi con alta vitalità, poiché il successo di certe aree può portare a processi di gentrificazione e turistificazione che, paradossalmente, possono ridurre la vitalità che le ha rese popolari.
Il concetto di vitalità urbana si basa sulle contribuzioni di Jane Jacobs, in particolare nel suo lavoro più influente, Vita e morte delle grandi città. Jacobs criticò negli anni '60 l'architettura modernista e razionalista sostenuta da Robert Moses o Le Corbusier, il cui protagonista era l'automobile privata. Sostenne che questi tipi di pianificazione urbana ignorassero e semplificassero eccessivamente la complessità della vita umana. Si oppose ai programmi di rinnovamento urbano su larga scala che interessavano interi quartieri e che costruivano strade ad alta capacità attraverso il centro delle città. Invece, sostenne uno sviluppo denso e ad uso misto, con strade percorribili e "occhi sulla strada" dei pedoni stessi che contribuiscono a mantenere l'ordine pubblico.
Attualmente, il concetto di vitalità urbana sta rivalutando l'urbanistica mediterranea e la sua storia, in cui lo spazio pubblico, la pedonalità e le piazze hanno una grande importanza come centri di interazione e coesione sociale, in contrasto con l'urbanistica anglosassone basata su grandi infrastrutture urbane, lunghe distanze e focalizzata sull'automobile.

## Condizioni per un'alta vitalità urbana
La vitalità urbana può essere quantificata attraverso l'analisi degli elementi che la determinano. Tra di essi ci sono:
- Diversità di usi dello spazio che possono attrarre persone diverse per attività diverse e in orari variabili, mantenendo lo spazio costantemente occupato e migliorandone la sicurezza.
- Opportunità di contatti personali con blocchi, isolati e spazi aperti che non siano troppo grandi, poiché riducono il numero di possibili intersezioni e interazioni sociali.
- Diversità di edifici con caratteristiche e età diverse, permettendo a persone con diverse capacità economiche di vivere in tutte le zone della città e prevenendo la formazione di ghetti.
- Alta densità di popolazione, le zone residenziali sono essenziali per attrarre altre attività.
- Accessibilità per tutte le persone senza dipendere dal trasporto privato, con l'importanza della pedonalità, che è la più democratica, sostenibile ed economica, seguita dall'accesso in bicicletta e al trasporto pubblico.
- Distanza dagli elementi di confine, come grandi edifici, tangenziali, ferrovie a livello del suolo o grandi parchi urbani che scoraggiano l'uso della strada.